# Congelamento de preços

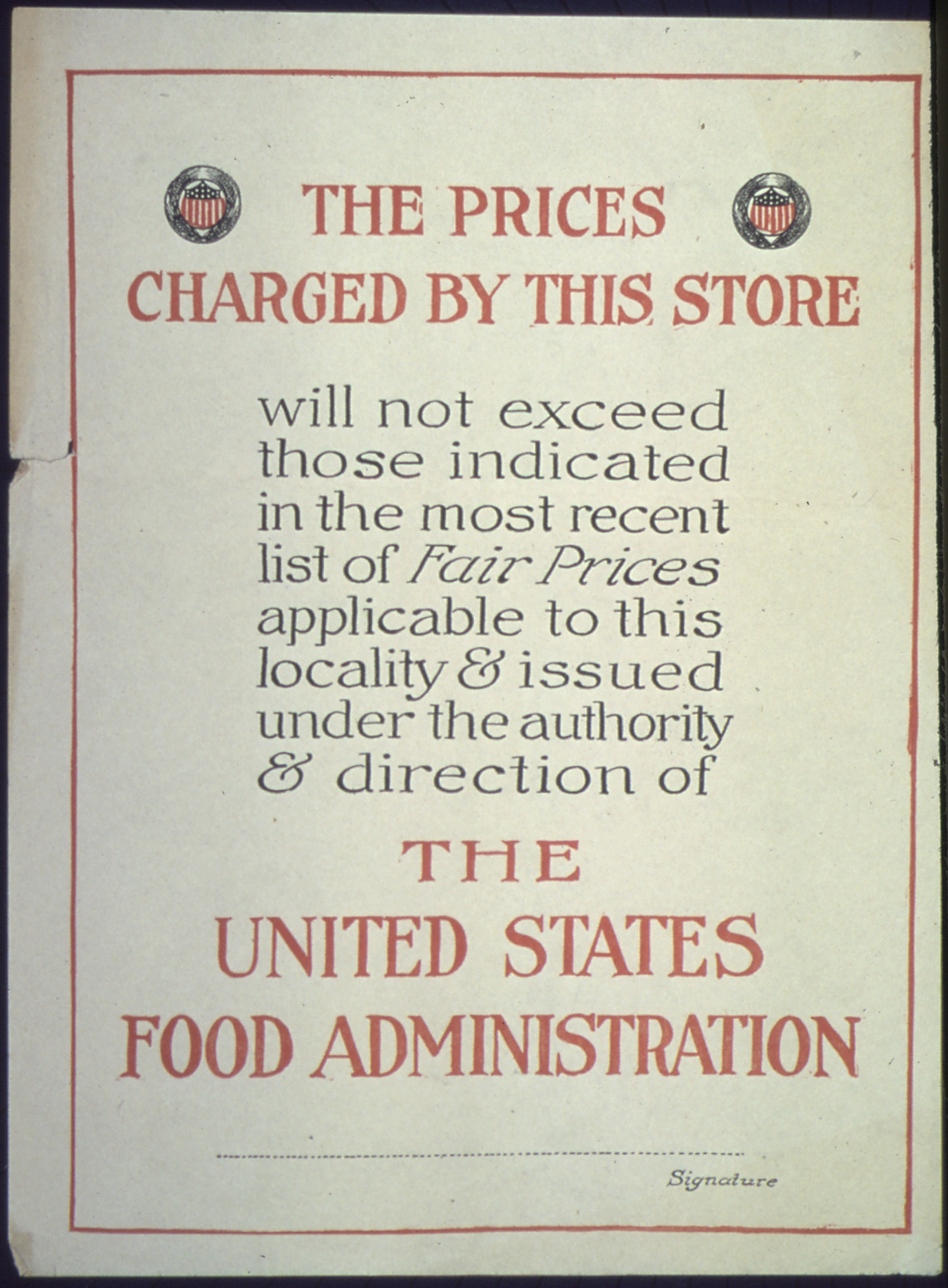
Pôster da Primeira Guerra Mundial da Administração de Alimentos dos Estados Unidos

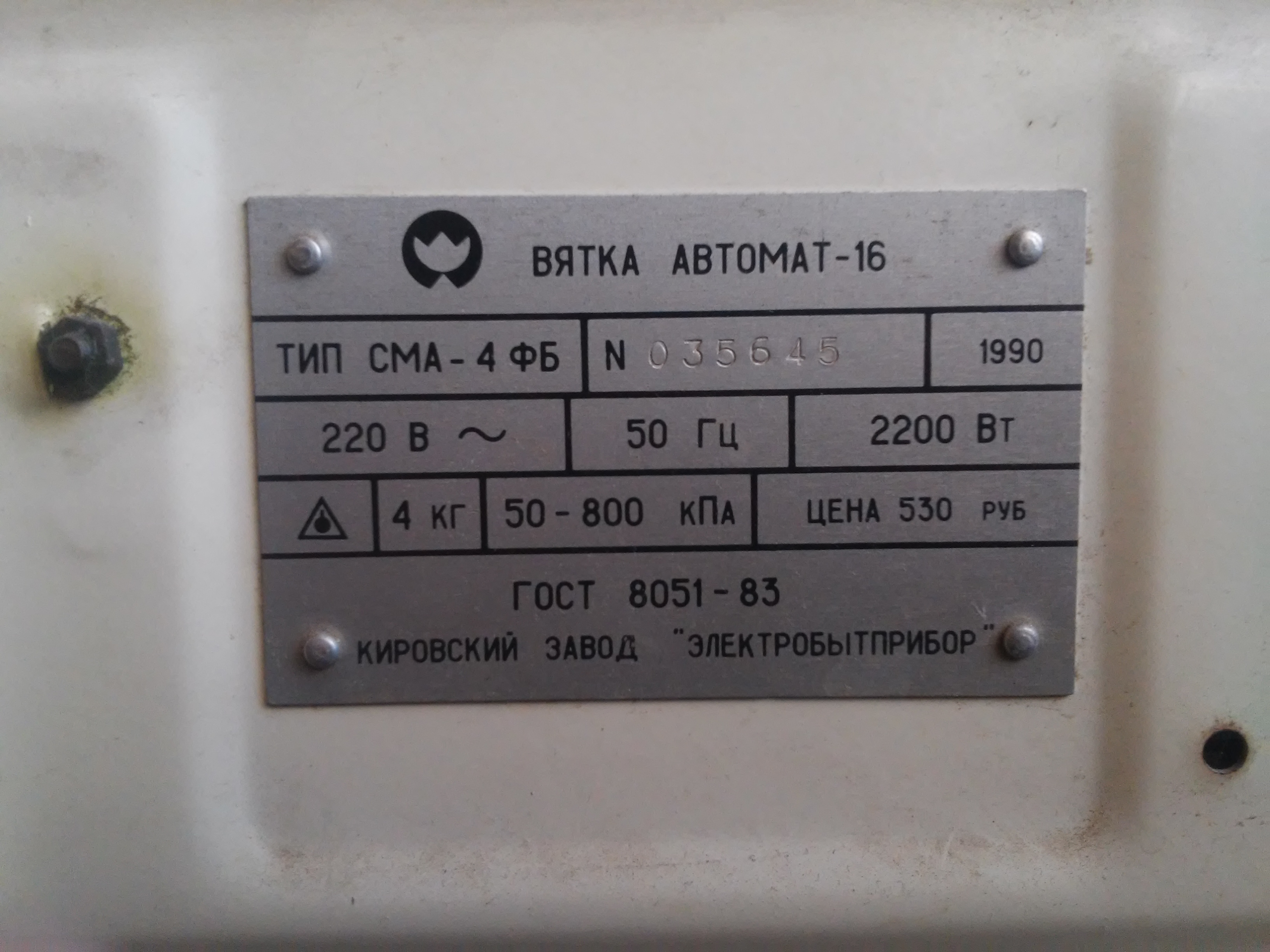
Uma etiqueta em uma máquina de lavar soviética, 1990. Devido aos controles de preços na URSS, o preço de varejo (530 rublos) também está indicado nela.

Congelamento de preços ou controles de preços são restrições estabelecidas e aplicadas por governos aos preços que podem ser cobrados por bens e serviços em um mercado. A intenção por trás da implementação desses controles pode decorrer do desejo de manter os produtos acessíveis mesmo em períodos de escassez e de conter a inflação, ou alternativamente, de garantir uma renda mínima aos fornecedores de determinados bens ou de tentar alcançar um salário de subsistência. Existem duas formas principais de controle de preços: um teto de preço – o preço máximo que pode ser cobrado; e um piso de preço – o preço mínimo que pode ser cobrado. Um exemplo bem conhecido de teto de preço é o regulamentação de aluguel, que limita os aumentos que um proprietário pode cobrar pelo aluguel, conforme determinado pelo governo. Um piso de preço amplamente utilizado é o salário mínimo (os salários são o preço do trabalho). Historicamente, os controles de preços foram frequentemente impostos como parte de um pacote mais amplo de política de rendimentos que também empregava controles salário e outros elementos regulatórios.

## História
O imperador romano Diocleciano tentou Edito dos Preços Máximos para todas as mercadorias no final do século III d.C., mas com pouco sucesso. No início do século XIV, o governante do Sultanato de Delhi Alauddin Khalji instituiu várias reformas de mercado, que incluíam a fixação de preços para uma ampla gama de bens, como grãos, tecidos, escravos e animais. Contudo, poucos meses após sua morte, essas medidas foram revogadas por seu filho Qutb ud din Mubarak Shah. Durante a Revolução Francesa, a Lei do Máximo estabeleceu limites de preços para a venda de alimentos e outros produtos básicos. Em Espanha, nos séculos XVI e XVII, após a revolução dos preços, foi instituída uma regulamentação permanente sobre o preço do trigo (denominada taxa do trigo), intervenção debatida por teólogos e juristas da época.
Governos em economias planejadas normalmente controlam os preços da maioria ou de todos os bens, mas não conseguiram sustentar um alto desempenho econômico e foram quase totalmente substituídos por economias mistas. Os controles de preços também têm sido utilizados em tempos modernos em economias menos planificadas, como o controle de aluguel. Durante a Primeira Guerra Mundial, a Administração de Alimentos dos Estados Unidos impôs controles de preços sobre os alimentos. Controles de preços também foram impostos nos Estados Unidos e na Alemanha Nazista durante a Segunda Guerra Mundial.

### Pós-guerra
Controles salariais foram testados em muitos países para reduzir a inflação, raramente com sucesso. Como a inflação pode ser causada tanto pela oferta agregada quanto pela demanda agregada, os controles salariais podem falhar devido a choque de oferta ou a um estímulo excessivo durante períodos de alta dívida soberana (aumentos no Sistema Monetário Agregado M2).

#### Reino Unido
O Conselho Nacional de Preços e Rendimentos foi criado pelo governo de Harold Wilson em 1965 na tentativa de resolver o problema da inflação na economia britânica, gerenciando salários e preços. A Prices and Incomes Act 1966 c. 33 afetou a legislação trabalhista do Reino Unido, no que diz respeito aos níveis salariais e às políticas de preços. Ela permitiu ao governo iniciar um processo para examinar o aumento dos salários (na época, cerca de 8% ao ano) por meio de relatórios e inquéritos e, finalmente, emitir ordens de congelamento. O objetivo era controlar a inflação, mas a medida tornou-se impopular após os anos 1960.

#### Estados Unidos

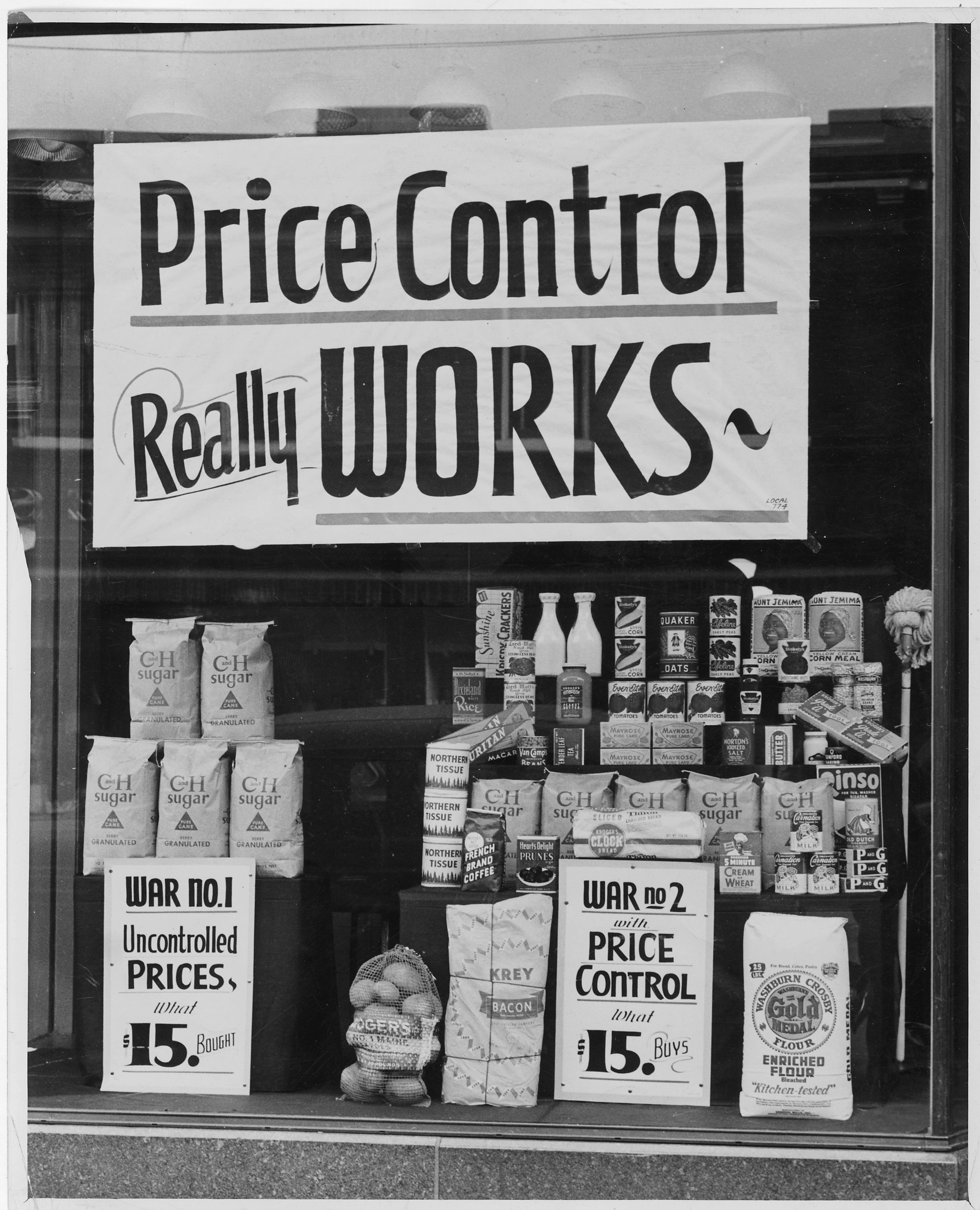
Exibição de uma loja da época da Segunda Guerra Mundial promovendo controles de preços.

Nos Estados Unidos, os controles de preços foram implementados diversas vezes. A primeira vez que controles de preços foram adotados em âmbito nacional ocorreu em 1906, como parte da Lei Hepburn. Durante a Primeira Guerra Mundial, foi criado o Conselho das Indústrias de Guerra para definir prioridades, fixar preços e padronizar produtos, a fim de apoiar os esforços de guerra dos Estados Unidos. Na década de 1930, o National Industrial Recovery Act criou a Administração Nacional de Recuperação, que fixou preços e instituiu códigos de "práticas justas". Em maio de 1935, a Suprema Corte declarou inconstitucionais as seções obrigatórias dos códigos do NIRA, no caso Schechter Poultry Corp. v. United States.
Durante a Segunda Guerra Mundial, o Office of Price Administration foi responsável pelos controles de preços. Durante a Guerra da Coreia, a Economic Stabilization Agency instituiu controles de preços. Em 1971, o presidente Richard Nixon emitiu a Executive Order 11615 (conforme a Economic Stabilization Act of 1970), impondo um congelamento de 90 dias nos salários e preços (Choque Nixon). A constitucionalidade dessa ação foi contestada e confirmada no caso Amalgamated Meat Cutters v. Connally.
Alguns estados individualmente optaram por implementar suas próprias políticas de controle. Na década de 1860, vários estados do meio-oeste dos Estados Unidos – a saber, Minnesota, Iowa, Wisconsin e Illinois – promulgaram uma série de leis denominadas Leis Granger, com o objetivo principal de regular o aumento dos preços de frete das companhias ferroviárias e de elevadores de grãos. O estado do Havaí introduziu brevemente um teto para o preço de atacado da gasolina (a Lei do Teto do Gás) numa tentativa de combater o "aumento abusivo de preços" naquele estado, em 2005. Por ser amplamente considerado demasiado brando e ineficaz, foi revogado logo em seguida.

#### Venezuela

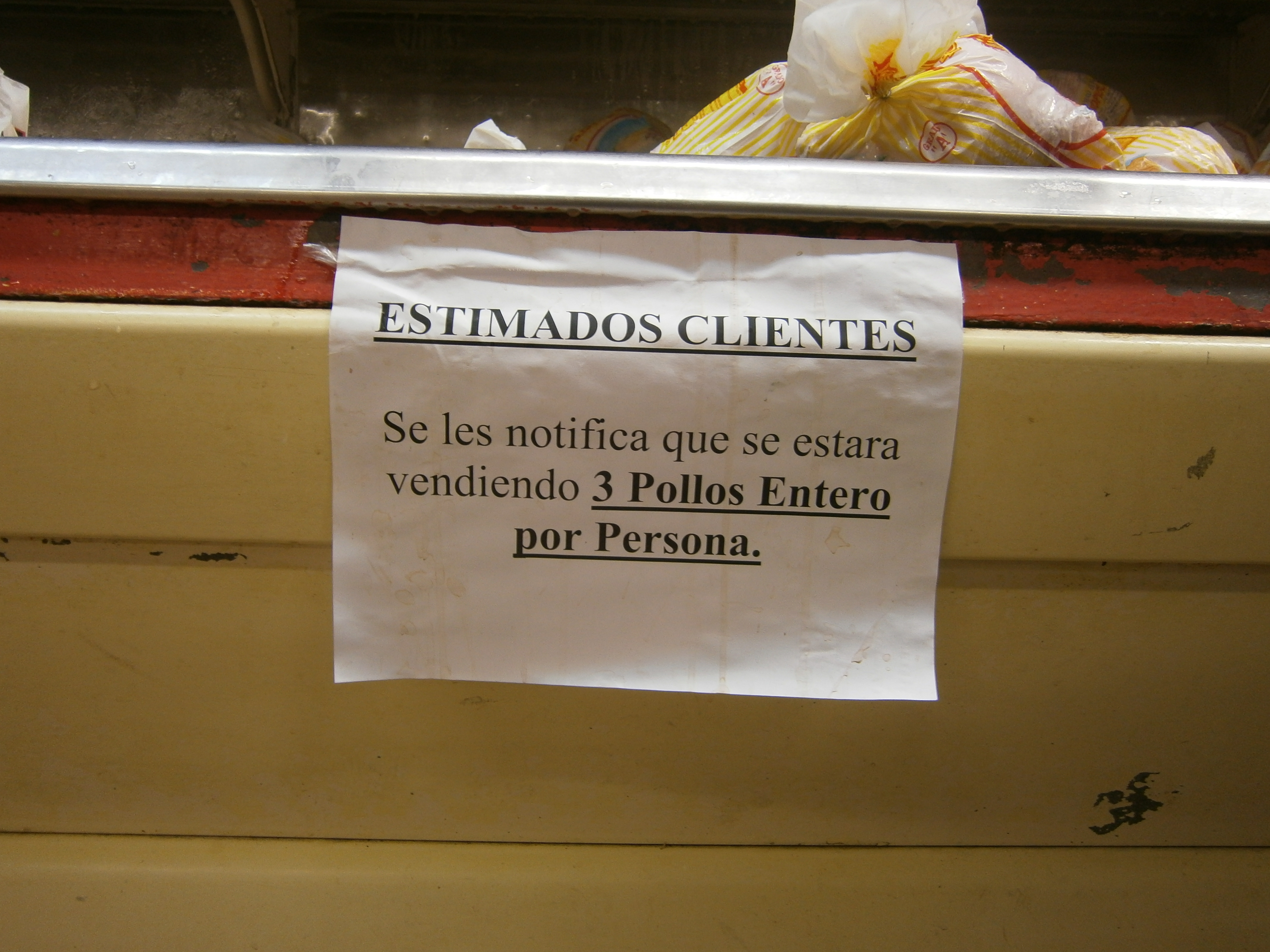
Uma das consequências do controle de preços na Venezuela foi o desaparecimento dos produtos controlados, neste caso pode ser lido.

De acordo com Girish Gupta, do The Guardian, os controles de preços criaram uma escassez de bens básicos e fizeram com que os mercado negro prosperassem sob o governo do presidente Nicolás Maduro.

### Argentina
1. Na década de 80, a Argentina, que enfrentava uma inflação de cerca de 1000% ao ano, congelou os salários pelo valor do último mês[18].
2. Em 2013, a Argentina durante o governo de Cristina Kirchner Congelou preços de combustíveis,[19] produtos de supermercados[20] e Eletrodomésticos.[21]
3. Em abril de 2019, o presidente Mauricio Macri anunciou uma série de medidas para conter a inflação elevada. Entre elas, estava incluído o congelamento de cerca de 60 produtos básicos e a não autorização de novos aumentos de tarifas de serviços públicos.[22]

### Brasil
Entre as décadas de 1980 e 1990, durante o período de hiperinflação, o Brasil vivenciou vários episódios de congelamento de preços. Ele se fez presente nos Plano Cruzado I e II, Plano Bresser, Plano Verão, e Plano Collor. Na época, acreditava-se que a hiperinflação era causada pela inércia inflacionária e que, portanto, os instrumentos convencionais (monetaristas ou keynesianos) de combate à inflação não funcionariam.
Em fevereiro de 1986, os preços brasileiros foram congelados. Na época (1985 e 1986), os salários reais e os níveis de emprego vinham crescendo a taxas elevadas, causando forte pressão de demanda. Sendo o congelamento de preços mais efetivo para o setor oligopolizado e para as grandes empresas (mais facilmente fiscalizadas) e menos efetivo para os setores competitivos e para as pequenas empresas (impossíveis de serem fiscalizadas), a reposição das margens de lucros "congelados" abaixo da média do período anterior originou uma inflação residual e um crescente desequilíbrio na estrutura de preços relativos. Em janeiro de 1987, ocorre descongelamento de preços.

#### Índia
Na Índia, o governo implementou pela primeira vez controles de preços em 2013 por meio da Drug Price Control Order, que conferiu ao órgão regulador local e à Pharmaceutical Pricing Authority o poder de definir preços máximos para a Lista Nacional de Medicamentos Essenciais.

#### Sri Lanka
No Sri Lanka, a Consumer Affairs Authority tem o poder de definir o Preço máximo de varejo para os bens especificados pelo governo como commodities essenciais. Em 2021, o governo do Sri Lanka implementou controles de preços em diversos itens essenciais, resultando em escassez.

## Piso de preço

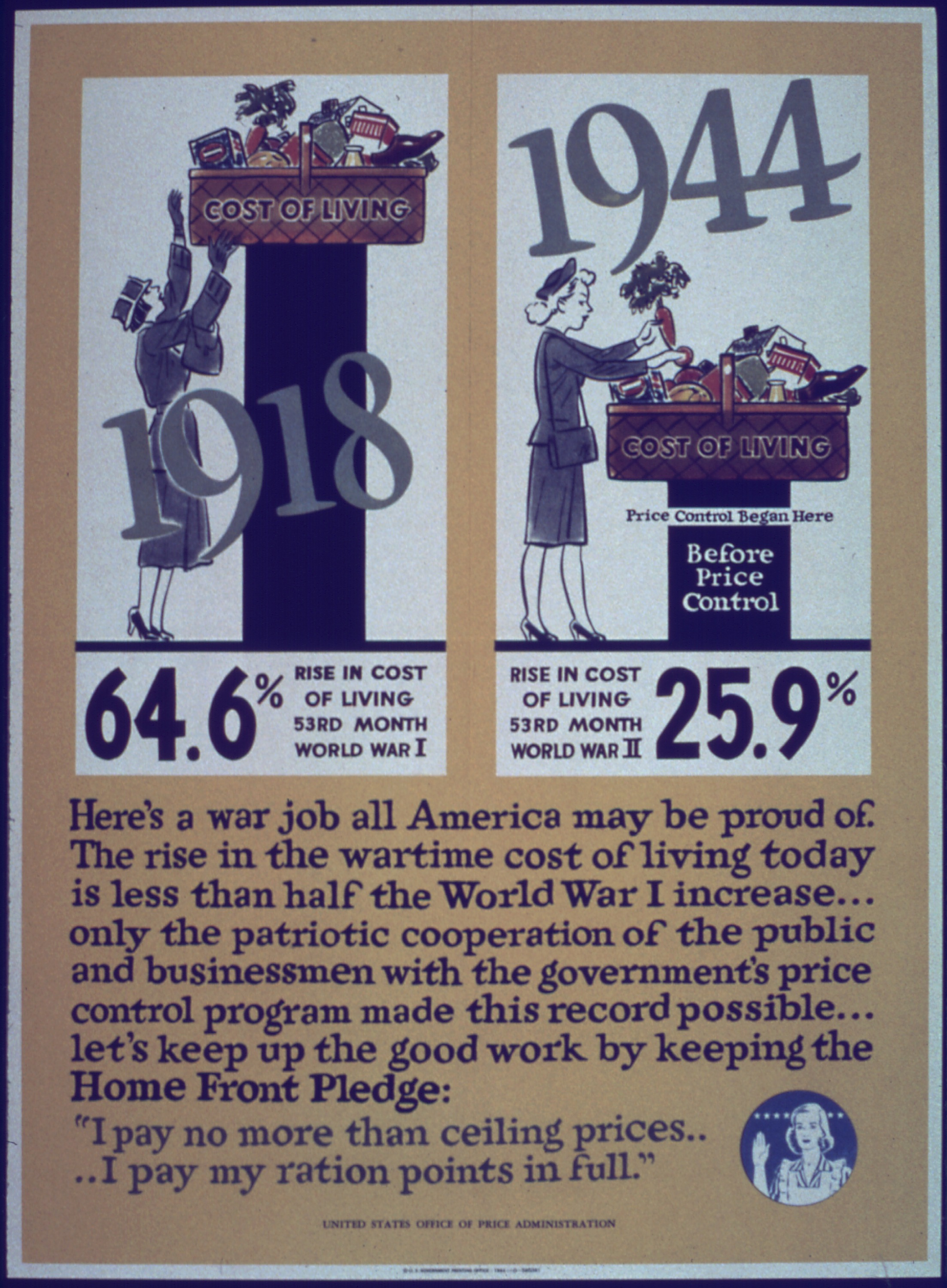
Pôster da Segunda Guerra Mundial sobre os controles de preços nos Estados Unidos

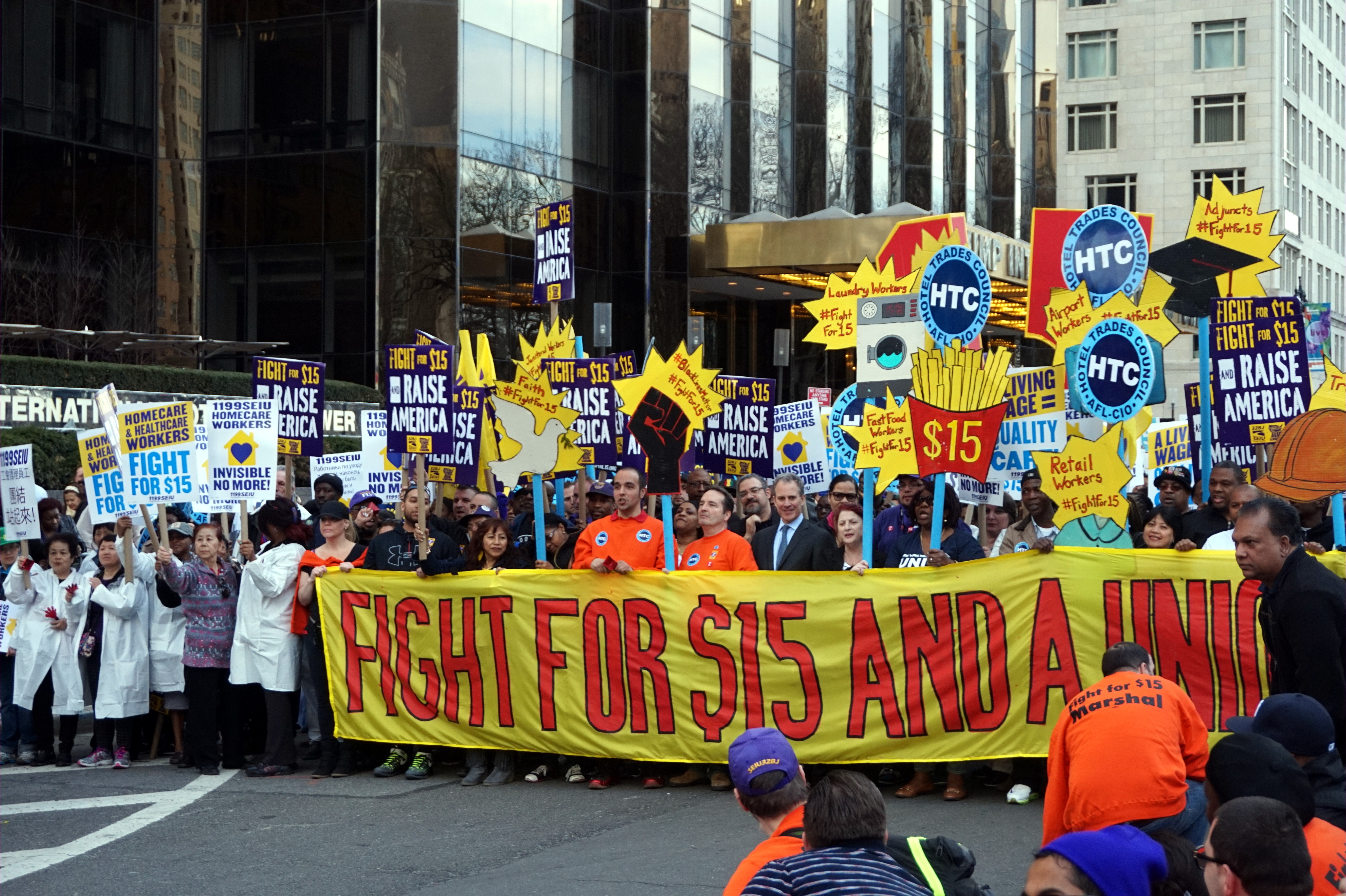
Manifestantes exigem um aumento do salário mínimo legal como parte do movimento "Luta pelo $15", que busca um salário mínimo de US$15 por hora em 2015. Um salário mínimo fixado pelo governo é um piso de preço sobre o preço do trabalho.

Um piso de preço é um controle ou limite imposto pelo governo ou por um grupo sobre o quão baixo o preço de um produto, bem, mercadoria ou serviço pode ser cobrado. Para ser eficaz, um piso de preço deve ser superior ao preço de equilíbrio. O preço de equilíbrio, comumente chamado de "preço de mercado", é o preço em que as forças econômicas, como oferta e demanda, se igualam e, na ausência de influências externas, os valores das variáveis econômicas permanecem constantes, sendo descrito frequentemente como o ponto em que a quantidade demandada e a quantidade ofertada se igualam (em um mercado perfeitamente competitivo). Os governos utilizam pisos de preço para evitar que determinados preços fiquem excessivamente baixos. Dois exemplos comuns de piso de preço são as Lei do salário mínimo e a gestão de oferta na agricultura canadense. Outros exemplos de pisos de preço incluem tarifas aéreas reguladas nos Estados Unidos antes de 1978 e leis de preço mínimo por bebida para álcool. Desde a revolução da credibilidade, iniciada na década de 1990, os salários mínimos frequentemente têm encontrado forte apoio entre os economistas.
Vantagens de um piso de preço:
- Pode motivar os produtores a produzirem mais.
- Pode evitar a flutuação dos preços dos produtos agrícolas.
- Pode reduzir a superexploração dos produtores.
- Pode diminuir a pobreza e aumentar a produtividade dos trabalhadores (no caso dos salários mínimos).

Desvantagens de um piso de preço:
- A oferta pode exceder a demanda.
- Recursos podem ser desperdiçados.
- O governo pode ser forçado a adquirir o excesso de oferta ou este pode ser descartado (por exemplo, em um contexto agrícola).

## Teto de preço
Uma intervenção governamental relacionada ao piso de preço, que também é um controle de preços, é o teto de preço; ele estabelece o preço máximo que pode ser legalmente cobrado por um bem ou serviço, com um exemplo comum sendo o controle de aluguel. Um teto de preço é um controle, ou limite, sobre o quão alto um preço pode ser cobrado por um produto, mercadoria ou serviço. Os governos utilizam tetos de preço para proteger os consumidores de condições que possam tornar os produtos proibitivamente caros. Tais condições podem ocorrer durante períodos de alta inflação, no caso de uma bolha de investimento ou em situações de monopólio sobre um produto, os quais podem causar problemas se impostos por um longo período sem racionamento controlado, levando à escassez.
Problemas adicionais podem ocorrer se um governo estabelecer tetos de preço irrealistas, causando falências empresariais, quedas no mercado de ações ou até crises econômicas. Em economias de mercado totalmente desregulamentadas, os tetos de preço não existem. Embora os tetos de preço sejam frequentemente impostos pelos governos, também há tetos de preço implementados por organizações não governamentais, como empresas, através da prática da manutenção do preço de revenda. Nessa prática, um fabricante e seus distribuidores concordam que os distribuidores venderão o produto do fabricante a determinados preços (manutenção do preço de revenda), abaixo ou até o limite de um teto de preço (manutenção máxima do preço de revenda) ou acima de um piso de preço.

## Críticas
A principal crítica dirigida aos tetos de preço é que, ao manter os preços artificialmente baixos, a demanda aumenta a tal ponto que a oferta não consegue acompanhar, levando à escassez do produto controlado. Por exemplo, Lactantius escreveu que Diocleciano "por meio de diversos impostos, tornou todas as coisas extremamente caras, tentou por meio de uma lei limitar seus preços. Então, muito sangue [dos comerciantes] foi derramado por trivialidades, os homens passaram a temer oferecer algo à venda, e a escassez tornou-se mais excessiva e gravosa do que nunca. Até que, por fim, a lei [do limite de preços], depois de ter se mostrado destrutiva para muitas pessoas, foi, por mera necessidade, abolida."
Assim como no caso do Edito dos Preços Máximos de Diocleciano, a escassez leva ao surgimento de mercado negro, onde os preços do mesmo bem podem superar os de um mercado não controlado. Além disso, uma vez removidos os controles, os preços aumentam imediatamente, o que pode provocar um choque temporário no sistema econômico. Mercados negros prosperam na maioria dos países durante períodos de guerra. Estados envolvidos em total war ou em outras guerras de larga escala e prolongadas frequentemente impõem restrições ao uso doméstico de recursos críticos necessários para o esforço de guerra, como alimentos, gasolina, borracha, metal, etc., normalmente por meio do racionamento. Na maioria dos casos, desenvolve-se um mercado negro para fornecer os bens racionados a preços exorbitantes. Uma fonte de carne no mercado negro, durante o racionamento em tempos de guerra, ocorreu quando agricultores declaravam menos nascimentos de animais domésticos ao Ministério da Alimentação do Reino Unido do que de fato acontecia. Em outro caso na Grã-Bretanha, houve o repasse de suprimentos dos Estados Unidos, destinados apenas ao uso em bases do exército americano em solo britânico, mas que vazaram para o mercado negro local.
Um exemplo clássico de como os controles de preços causam escassez ocorreu durante o embargo árabe do petróleo, entre 19 de outubro de 1973 e 17 de março de 1974. Longas filas de carros e caminhões surgiram rapidamente em postos de gasolina dos Estados Unidos, e alguns fecharam devido à escassez de combustível, já que o preço fixado pelo Conselho de Custo de Vida dos EUA estava abaixo do que o mercado suportaria, fazendo com que os estoques se esgotassem. Não fazia diferença se os preços eram fixados voluntária ou involuntariamente abaixo do preço de equilíbrio; a escassez ocorria em ambos os casos. Os controles de preços não atingem seu objetivo imediato, que é reduzir os preços pagos pelos consumidores finais, mas conseguem reduzir a oferta. O ganhador do Prêmio Nobel de Economia Milton Friedman disse: "Nós, economistas, não sabemos muito, mas sabemos como criar uma escassez. Se você quiser criar uma escassez de tomates, por exemplo, basta aprovar uma lei que impeça os varejistas de vender tomates por mais de dois centavos por libra. Instantaneamente, você terá uma escassez de tomates. É o mesmo com o petróleo ou o gás."
O Secretário do Tesouro dos Estados Unidos, George Shultz, do governo do presidente Richard Nixon, ao implementar a "Nova Política Econômica" de Nixon, suspendeu os controles de preços que haviam sido instaurados em 1971 (parte do "Choque Nixon"). Essa suspensão resultou em um rápido aumento dos preços, sendo os congelamentos de preços restabelecidos cinco meses depois. A estagflação foi finalmente contida nos Estados Unidos quando o Federal Reserve sob a presidência de Paul Volcker elevou as taxas de juros a níveis incomumente altos. Isso pôs fim à alta inflação, embora tenha causado uma recessão que se estendeu até o início dos anos 1980.